# 1970-es labdarúgó-világbajnokság-selejtező
Az 1970-es labdarúgó-világbajnokság selejtezőire 75 ország válogatottja adta be nevezését, a végső tornán azonban csak 16 csapat vehetett részt. A házigazda Mexikó és a címvédő Anglia automatikusan résztvevője volt a tornának. Rajtuk kívül tehát még 14 hely volt kiadó.
Először fordult elő, hogy az afrikai, az ázsiai és óceániai zónák győztesei egyeneságon kijutottak a világbajnokságra.
A maradék 14 helyre a következők szerint lehetett bejutni:
- Európa (UEFA): 29 ország 9 továbbjutó helyre, 1 automatikus: Anglia + 8 hely.
- Dél-Amerika: (CONMEBOL): 10 ország 3 továbbjutó helyre.
- Észak, Közép-Amerika és a Karibi zóna (CONCACAF): 13 ország 2 továbbjutó helyre, 1 automatikus: Mexikó + 1 hely..
- Afrika (CAF): 13 ország 1 továbbjutó helyre, de végül csak 11 válogatott indult, mivel a FIFA elutasította Guinea és Zaire nevezését. A 14. afrikai ország, Rodézia az óceániai zónában indult.
- Ázsia és Óceánia (AFC/OFC): 7 ország 1 továbbjutó helyre (beleértve: Rodézia).

Végül 68 ország válogatottja lépett pályára, összesen 172 mérkőzést rendeztek, ezeken 542 gól esett, ami meccsenként 3,15-ös gólátlagot jelentett.

## Európa
A FIFA Albánia nevezését elutasította, a maradék 29 válogatottat 8 darab 3 illetve 4 tagú csoportba (három 3 tagú és 5 négy tagú) sorsolták, ahol oda-vissza megmérkőztek egymással a csapatok. A csoportgyőztesek kijutottak a világbajnokságra.

### 1. csoport
|   | Csapat      | Pont | M | Gy | D | V | G+ | G- |
| - | ----------- | ---- | - | -- | - | - | -- | -- |
| 1 | Románia     | 8    | 6 | 3  | 2 | 1 | 7  | 6  |
| 2 | Görögország | 7    | 6 | 2  | 3 | 1 | 13 | 9  |
| 3 | Svájc       | 5    | 6 | 2  | 1 | 3 | 5  | 8  |
| 4 | Portugália  | 4    | 6 | 1  | 2 | 3 | 8  | 10 |

| 1968. október 12. |

| Svájc | 1–0 | Görögország |
| ----- | --- | ----------- |
|       |     |             |

| Bázel, Svájc |

| 1968. október 27. |

| Portugália | 3–0 | Románia |
| ---------- | --- | ------- |
|            |     |         |

| Lisszabon, Portugália |

| 1968. november 23. |

| Románia | 2–0 | Svájc |
| ------- | --- | ----- |
|         |     |       |

| Bukarest, Románia |

| 1968. december 11. |

| Görögország | 4–2 | Portugália |
| ----------- | --- | ---------- |
|             |     |            |

| Athén, Görögország |

| 1969. április 16. |

| Görögország | 2–2 | Románia |
| ----------- | --- | ------- |
|             |     |         |

| Athén, Görögország |

| 1969. április 16. |

| Portugália | 0–2 | Svájc |
| ---------- | --- | ----- |
|            |     |       |

| Lisszabon, Portugália |

| 1969. május 4. |

| Portugália | 2–2 | Görögország |
| ---------- | --- | ----------- |
|            |     |             |

| Porto, Portugália |

| 1969. május 14. |

| Svájc | 0–1 | Románia |
| ----- | --- | ------- |
|       |     |         |

| Lausanne, Svájc |

| 1969. október 12. |

| Románia | 1–0 | Portugália |
| ------- | --- | ---------- |
|         |     |            |

| Bukarest, Románia |

| 1969. október 15. |

| Görögország | 4–1 | Svájc |
| ----------- | --- | ----- |
|             |     |       |

| Szaloniki, Görögország |

| 1969. november 2. |

| Svájc | 1–1 | Portugália |
| ----- | --- | ---------- |
|       |     |            |

| Bern, Svájc |

| 1969. november 16. |

| Románia | 1–0 | Görögország |
| ------- | --- | ----------- |
|         |     |             |

| Bukarest, Románia |

Románia kvalifikálta magát a világbajnokságra.

### 2. csoport
|    | Csapat        | Pont | M | Gy | D | V | G+ | G- |
| -- | ------------- | ---- | - | -- | - | - | -- | -- |
| 1= | Csehszlovákia | 9    | 6 | 4  | 1 | 1 | 16 | 7  |
| 1= | Magyarország  | 9    | 6 | 4  | 1 | 1 | 12 | 6  |
| 3  | Dánia         | 5    | 6 | 2  | 1 | 3 | 6  | 10 |
| 4  | Írország      | 1    | 6 | 0  | 1 | 5 | 3  | 14 |

| 1968. szeptember 25. |

| Dánia | 0–3 | Csehszlovákia |
| ----- | --- | ------------- |
|       |     |               |

| Koppenhága, Dánia |

| 1968. október 20. |

| Csehszlovákia | 1–0 | Dánia |
| ------------- | --- | ----- |
|               |     |       |

| Pozsony, Csehszlovákia |

| 1968. december 4. |

| Írország | Félbeszakadt 50' | Dánia |
| -------- | ---------------- | ----- |
|          |                  |       |

| Dublin, Írország |

| 1969. május 4. |

| Írország | 1–2 | Csehszlovákia |
| -------- | --- | ------------- |
|          |     |               |

| Dublin, Írország |

| 1969. május 25. |

| Magyarország | 2–0 | Csehszlovákia |
| ------------ | --- | ------------- |
|              |     |               |

| Budapest, Magyarország |

| 1969. május 27. |

| Dánia | 2–0 | Írország |
| ----- | --- | -------- |
|       |     |          |

| Koppenhága, Dánia |

| 1969. június 8. |

| Írország | 1–2 | Magyarország |
| -------- | --- | ------------ |
|          |     |              |

| Dublin, Írország |

| 1969. június 15. |

| Dánia | 3–2 | Magyarország |
| ----- | --- | ------------ |
|       |     |              |

| Koppenhága, Dánia |

| 1969. szeptember 14. |

| Csehszlovákia | 3–3 | Magyarország |
| ------------- | --- | ------------ |
|               |     |              |

| Prága, Csehszlovákia |

| 1969. október 7. |

| Csehszlovákia | 3–0 | Írország |
| ------------- | --- | -------- |
|               |     |          |

| Prága, Csehszlovákia |

| 1969. október 15. |

| Írország | 1–1 | Dánia |
| -------- | --- | ----- |
|          |     |       |

| Dublin, Írország |

| 1969. május 27. |

| Dánia | 2–0 | Írország |
| ----- | --- | -------- |
|       |     |          |

| Koppenhága, Dánia |

| 1969. október 22. |

| Magyarország | 3–0 | Dánia |
| ------------ | --- | ----- |
|              |     |       |

| Budapest, Magyarország |

| 1969. november 5. |

| Magyarország | 4–0 | Írország |
| ------------ | --- | -------- |
|              |     |          |

| Budapest, Magyarország |

Csehszlovákia és Magyarország azonos pontszámmal végzett, ezért egy mindent eldöntő harmadik mérkőzésre került sor, amit semleges pályán rendeztek.
| 1969. december 3. |

| Csehszlovákia | 4–1 | Magyarország |
| ------------- | --- | ------------ |
|               |     |              |

| Marseille, Franciaország |

Csehszlovákia kvalifikálta magát a világbajnokságra.

### 3. csoport
|   | Csapat      | Pont | M | Gy | D | V | G+ | G- |
| - | ----------- | ---- | - | -- | - | - | -- | -- |
| 1 | Olaszország | 7    | 4 | 3  | 1 | 0 | 10 | 3  |
| 2 | NDK         | 5    | 4 | 2  | 1 | 2 | 7  | 7  |
| 3 | Wales       | 0    | 4 | 0  | 0 | 4 | 3  | 10 |

| 1968. október 23. |

| Wales | 0–1 | Olaszország |
| ----- | --- | ----------- |
|       |     |             |

| Cardiff, Wales |

| 1969. március 29. |

| NDK | 2–2 | Olaszország |
| --- | --- | ----------- |
|     |     |             |

| Kelet-Berlin, NDK |

| 1969. április 16. |

| NDK | 2–1 | Wales |
| --- | --- | ----- |
|     |     |       |

| Drezda, NDK |

| 1969. október 22. |

| Wales | 1–3 | NDK |
| ----- | --- | --- |
|       |     |     |

| Cardiff, Wales |

| 1969. november 4. |

| Olaszország | 4–1 | Wales |
| ----------- | --- | ----- |
|             |     |       |

| Róma, Olaszország |

| 1969. november 22. |

| Olaszország | 3–0 | NDK |
| ----------- | --- | --- |
|             |     |     |

| Nápoly, Olaszország |

Olaszország kvalifikálta magát a világbajnokságra.

### 4. csoport
|   | Csapat         | Pont | M | Gy | D | V | G+ | G- |
| - | -------------- | ---- | - | -- | - | - | -- | -- |
| 1 | Szovjetunió    | 7    | 4 | 3  | 1 | 0 | 8  | 1  |
| 2 | Észak-Írország | 5    | 4 | 2  | 1 | 1 | 7  | 3  |
| 3 | Törökország    | 0    | 4 | 0  | 0 | 4 | 2  | 13 |

| 1968. október 13. |

| Észak-Írország | 4–1 | Törökország |
| -------------- | --- | ----------- |
|                |     |             |

| Belfast, Észak-Írország |

| 1968. december 11. |

| Törökország | 0–3 | Észak-Írország |
| ----------- | --- | -------------- |
|             |     |                |

| Isztambul, Törökország |

| 1969. szeptember 10. |

| Észak-Írország | 0–0 | Szovjetunió |
| -------------- | --- | ----------- |
|                |     |             |

| Belfast, Észak-Írország |

| 1969. október 11. |

| Szovjetunió | 3–0 | Törökország |
| ----------- | --- | ----------- |
|             |     |             |

| Kijev, Szovjetunió |

| 1969. október 22. |

| Szovjetunió | 2–0 | Észak-Írország |
| ----------- | --- | -------------- |
|             |     |                |

| Moszkva, Szovjetunió |

| 1969. november 4. |

| Törökország | 1–3 | Szovjetunió |
| ----------- | --- | ----------- |
|             |     |             |

| Isztambul, Törökország |

A Szovjetunió kvalifikálta magát a világbajnokságra.

### 5. csoport
|   | Csapat        | Pont | M | Gy | D | V | G+ | G- |
| - | ------------- | ---- | - | -- | - | - | -- | -- |
| 1 | Svédország    | 6    | 4 | 3  | 0 | 1 | 12 | 5  |
| 2 | Franciaország | 4    | 4 | 2  | 0 | 2 | 6  | 4  |
| 3 | Norvégia      | 2    | 4 | 1  | 0 | 3 | 4  | 13 |

| 1968. október 9. |

| Svédország | 5–0 | Norvégia |
| ---------- | --- | -------- |
|            |     |          |

| Stockholm, Svédország |

| 1968. november 6. |

| Franciaország | 0–1 | Norvégia |
| ------------- | --- | -------- |
|               |     |          |

| Strasbourg, Franciaország |

| 1969. június 19. |

| Norvégia | 2–5 | Svédország |
| -------- | --- | ---------- |
|          |     |            |

| Oslo, Norvégia |

| 1969. szeptember 10. |

| Norvégia | 1–3 | Franciaország |
| -------- | --- | ------------- |
|          |     |               |

| Oslo, Norvégia |

| 1969. október 15. |

| Svédország | 2–0 | Franciaország |
| ---------- | --- | ------------- |
|            |     |               |

| Stockholm, Svédország |

| 1969. november 1. |

| Franciaország | 3–0 | Svédország |
| ------------- | --- | ---------- |
|               |     |            |

| Párizs, Franciaország |

Svédország kvalifikálta magát a világbajnokságra.

### 6. csoport
|   | Csapat        | Pont | M | Gy | D | V | G+ | G- |
| - | ------------- | ---- | - | -- | - | - | -- | -- |
| 1 | Belgium       | 9    | 6 | 4  | 1 | 1 | 14 | 8  |
| 2 | Jugoszlávia   | 9    | 6 | 4  | 1 | 1 | 19 | 7  |
| 3 | Spanyolország | 6    | 4 | 2  | 2 | 2 | 10 | 6  |
| 4 | Finnország    | 2    | 6 | 1  | 0 | 5 | 6  | 28 |

| 1968. június 19. |

| Finnország | 1–2 | Belgium |
| ---------- | --- | ------- |
|            |     |         |

| Helsinki, Finnország |

| 1968. szeptember 25. |

| Jugoszlávia | 9–1 | Finnország |
| ----------- | --- | ---------- |
|             |     |            |

| Belgrád, Jugoszlávia |

| 1968. október 9. |

| Belgium | 6–1 | Finnország |
| ------- | --- | ---------- |
|         |     |            |

| Waregem, Belgium |

| 1968. október 16. |

| Belgium | 3–0 | Jugoszlávia |
| ------- | --- | ----------- |
|         |     |             |

| Brüsszel, Belgium |

| 1968. október 27. |

| Jugoszlávia | 0–0 | Spanyolország |
| ----------- | --- | ------------- |
|             |     |               |

| Belgrád, Jugoszlávia |

| 1968. december 11. |

| Spanyolország | 1–1 | Belgium |
| ------------- | --- | ------- |
|               |     |         |

| Madrid, Spanyolország |

| 1969. február 23. |

| Belgium | 2–1 | Spanyolország |
| ------- | --- | ------------- |
|         |     |               |

| Liége, Belgium |

| 1969. április 30. |

| Spanyolország | 2–1 | Jugoszlávia |
| ------------- | --- | ----------- |
|               |     |             |

| Barcelona, Spanyolország |

| 1969. június 4. |

| Finnország | 1–5 | Jugoszlávia |
| ---------- | --- | ----------- |
|            |     |             |

| Helsinki, Finnország |

| 1969. június 25. |

| Finnország | 2–0 | Spanyolország |
| ---------- | --- | ------------- |
|            |     |               |

| Helsinki, Finnország |

| 1969. október 15. |

| Spanyolország | 6–0 | Finnország |
| ------------- | --- | ---------- |
|               |     |            |

| La Línea, Spanyolország |

| 1969. október 19. |

| Jugoszlávia | 4–0 | Belgium |
| ----------- | --- | ------- |
|             |     |         |

| Skopje, Jugoszlávia |

Belgium kvalifikálta magát a világbajnokságra.

### 7. csoport
|   | Csapat   | Pont | M | Gy | D | V | G+ | G- |
| - | -------- | ---- | - | -- | - | - | -- | -- |
| 1 | NSZK     | 11   | 6 | 5  | 1 | 0 | 20 | 3  |
| 2 | Skócia   | 7    | 6 | 3  | 1 | 2 | 18 | 7  |
| 3 | Ausztria | 6    | 6 | 3  | 0 | 3 | 12 | 7  |
| 4 | Ciprus   | 0    | 6 | 0  | 0 | 6 | 2  | 35 |

| 1968. május 19. |

| Ausztria | 7–1 | Ciprus |
| -------- | --- | ------ |
|          |     |        |

| Bécs, Ausztria |

| 1968. október 13. |

| Ausztria | 0–2 | NSZK |
| -------- | --- | ---- |
|          |     |      |

| Bécs, Ausztria |

| 1968. november 6. |

| Skócia | 2–1 | Ausztria |
| ------ | --- | -------- |
|        |     |          |

| Glasgow, Skócia |

| 1968. november 29. |

| Ciprus | 0–1 | NSZK |
| ------ | --- | ---- |
|        |     |      |

| Nicosia, Ciprus |

| 1968. december 11. |

| Ciprus | 0–5 | Skócia |
| ------ | --- | ------ |
|        |     |        |

| Nicosia, Ciprus |

| 1969. április 16. |

| Skócia | 1–1 | NSZK |
| ------ | --- | ---- |
|        |     |      |

| Glasgow, Skócia |

| 1969. április 19. |

| Ciprus | 1–2 | Ausztria |
| ------ | --- | -------- |
|        |     |          |

| Nicosia, Ciprus |

| 1969. május 10. |

| NSZK | 1–0 | Ausztria |
| ---- | --- | -------- |
|      |     |          |

| Nürnberg, NSZK |

| 1969. május 17. |

| Skócia | 8 –0 | Ciprus |
| ------ | ---- | ------ |
|        |      |        |

| Glasgow, Skócia |

| 1969. május 21. |

| NSZK | 12–0 | Ciprus |
| ---- | ---- | ------ |
|      |      |        |

| Essen, NSZK |

| 1969. október 22. |

| NSZK | 3–2 | Skócia |
| ---- | --- | ------ |
|      |     |        |

| Hamburg, NSZK |

| 1969. november 5. |

| Ausztria | 2–0 | Skócia |
| -------- | --- | ------ |
|          |     |        |

| Bécs, Ausztria |

Az NSZK kvalifikálta magát a világbajnokságra.

### 8. csoport
|   | Csapat        | Pont | M | Gy | D | V | G+ | G- |
| - | ------------- | ---- | - | -- | - | - | -- | -- |
| 1 | Bulgária      | 9    | 6 | 4  | 1 | 1 | 12 | 7  |
| 2 | Lengyelország | 8    | 6 | 4  | 0 | 2 | 19 | 8  |
| 3 | Hollandia     | 7    | 4 | 1  | 1 | 2 | 9  | 5  |
| 4 | Luxemburg     | 0    | 6 | 0  | 0 | 6 | 4  | 27 |

| 1968. szeptember 4. |

| Hollandia | 2–0 | Luxemburg |
| --------- | --- | --------- |
|           |     |           |

| Rotterdam, Hollandia |

| 1968. október 27. |

| Bulgária | 2–0 | Hollandia |
| -------- | --- | --------- |
|          |     |           |

| Szófia, Bulgária |

| 1969. március 26. |

| Hollandia | 4–0 | Luxemburg |
| --------- | --- | --------- |
|           |     |           |

| Rotterdam, Hollandia |

| 1969. április 20. |

| Lengyelország | 8–1 | Luxemburg |
| ------------- | --- | --------- |
|               |     |           |

| Krakkó, Lengyelország |

| 1969. április 23. |

| Bulgária | 2–1 | Luxemburg |
| -------- | --- | --------- |
|          |     |           |

| Szófia, Bulgária |

| 1969. május 7. |

| Hollandia | 1–0 | Lengyelország |
| --------- | --- | ------------- |
|           |     |               |

| Rotterdam, Hollandia |

| 1969. június 15. |

| Bulgária | 4–1 | Lengyelország |
| -------- | --- | ------------- |
|          |     |               |

| Szófia, Bulgária |

| 1969. szeptember 7. |

| Lengyelország | 2–1 | Hollandia |
| ------------- | --- | --------- |
|               |     |           |

| Chorzów, Lengyelország |

| 1969. október 10. |

| Luxemburg | 1–5 | Lengyelország |
| --------- | --- | ------------- |
|           |     |               |

| Luxembourg, Luxemburg |

| 1969. október 22. |

| Hollandia | 1–1 | Bulgária |
| --------- | --- | -------- |
|           |     |          |

| Rotterdam, Hollandia |

| 1969. november 9. |

| Lengyelország | 3–0 | Bulgária |
| ------------- | --- | -------- |
|               |     |          |

| Varsó, Lengyelország |

| 1969. december 7. |

| Luxemburg | 1–3 | Bulgária |
| --------- | --- | -------- |
|           |     |          |

| Luxembourg, Luxemburg |

Bulgária kvalifikálta magát a világbajnokságra.

## Dél-Amerika
A 10 válogatottat 3 csoportba (két 3 tagú és egy 4 tagú) sorsolták, ahol oda-vissza megmérkőztek egymással a csapatok. A csoportgyőztesek kijutottak a világbajnokságra.

### 1. csoport
|   | Csapat    | Pont | M | Gy | D | V | G+ | G- |
| - | --------- | ---- | - | -- | - | - | -- | -- |
| 1 | Peru      | 5    | 4 | 2  | 1 | 1 | 7  | 4  |
| 2 | Bolívia   | 4    | 4 | 2  | 0 | 2 | 5  | 6  |
| 3 | Argentína | 3    | 4 | 1  | 1 | 2 | 4  | 6  |

| 1969. július 27. |

| Bolívia | 3–1 | Argentína |
| ------- | --- | --------- |
|         |     |           |

| La Paz, Bolívia |

| 1969. augusztus 3. |

| Peru | 1–0 | Argentína |
| ---- | --- | --------- |
|      |     |           |

| Lima, Peru |

| 1969. augusztus 10. |

| Bolívia | 2–1 | Peru |
| ------- | --- | ---- |
|         |     |      |

| La Paz, Bolívia |

| 1969. augusztus 17. |

| Peru | 3–0 | Bolívia |
| ---- | --- | ------- |
|      |     |         |

| Lima, Peru |

| 1969. augusztus 24. |

| Argentína | 1–0 | Bolívia |
| --------- | --- | ------- |
|           |     |         |

| Buenos Aires, Argentína |

| 1969. augusztus 31. |

| Argentína | 2–2 | Peru |
| --------- | --- | ---- |
|           |     |      |

| Buenos Aires, Argentína |

Peru kvalifikálta magát a világbajnokságra.

### 2. csoport
|   | Csapat    | Pont | M | Gy | D | V | G+ | G- |
| - | --------- | ---- | - | -- | - | - | -- | -- |
| 1 | Brazília  | 12   | 6 | 6  | 0 | 0 | 23 | 2  |
| 2 | Paraguay  | 8    | 6 | 4  | 0 | 2 | 6  | 5  |
| 3 | Kolumbia  | 3    | 6 | 1  | 1 | 4 | 7  | 12 |
| 4 | Venezuela | 1    | 4 | 0  | 1 | 5 | 1  | 18 |

| 1969. július 27. |

| Kolumbia | 3–0 | Venezuela |
| -------- | --- | --------- |
|          |     |           |

| Bogotá, Kolumbia |

| 1969. augusztus 2. |

| Venezuela | 1–1 | Kolumbia |
| --------- | --- | -------- |
|           |     |          |

| Caracas, Venezuela |

| 1969. augusztus 6. |

| Kolumbia | 0–2 | Brazília |
| -------- | --- | -------- |
|          |     |          |

| Bogotá, Kolumbia |

| 1969. augusztus 6. |

| Venezuela | 0–2 | Paraguay |
| --------- | --- | -------- |
|           |     |          |

| Caracas, Venezuela |

| 1969. augusztus 10. |

| Kolumbia | 0–1 | Paraguay |
| -------- | --- | -------- |
|          |     |          |

| Bogotá, Kolumbia |

| 1969. augusztus 10. |

| Venezuela | 0–5 | Brazília |
| --------- | --- | -------- |
|           |     |          |

| Caracas, Venezuela |

| 1969. augusztus 17. |

| Paraguay | 0–3 | Brazília |
| -------- | --- | -------- |
|          |     |          |

| Asunción, Paraguay |

| 1969. augusztus 21. |

| Brazília | 6–2 | Kolumbia |
| -------- | --- | -------- |
|          |     |          |

| Rio de Janeiro, Brazília |

| 1969. augusztus 21. |

| Paraguay | 1–0 | Venezuela |
| -------- | --- | --------- |
|          |     |           |

| Asunción, Paraguay |

| 1969. augusztus 24. |

| Brazília | 6–0 | Venezuela |
| -------- | --- | --------- |
|          |     |           |

| Rio de Janeiro, Brazília |

| 1969. augusztus 24. |

| Paraguay | 2–1 | Kolumbia |
| -------- | --- | -------- |
|          |     |          |

| Asunción, Paraguay |

| 1969. augusztus 31. |

| Brazília | 1–0 | Paraguay |
| -------- | --- | -------- |
|          |     |          |

| Rio de Janeiro, Brazília |

Brazília kvalifikálta magát a világbajnokságra.

### 3. csoport
|   | Csapat  | Pont | M | Gy | D | V | G+ | G- |
| - | ------- | ---- | - | -- | - | - | -- | -- |
| 1 | Uruguay | 7    | 4 | 3  | 1 | 0 | 5  | 0  |
| 2 | Chile   | 4    | 4 | 1  | 2 | 1 | 5  | 4  |
| 3 | Ecuador | 1    | 4 | 0  | 1 | 3 | 2  | 8  |

| 1969. július 6. |

| Ecuador | 0–2 | Uruguay |
| ------- | --- | ------- |
|         |     |         |

| Guayaquil, Ecuador |

| 1969. július 13. |

| Chile | 0–0 | Uruguay |
| ----- | --- | ------- |
|       |     |         |

| Santiago de Chile, Chile |

| 1969. július 20. |

| Uruguay | 1–0 | Ecuador |
| ------- | --- | ------- |
|         |     |         |

| Montevideo, Uruguay |

| 1969. július 27. |

| Chile | 4–1 | Ecuador |
| ----- | --- | ------- |
|       |     |         |

| Santiago de Chile, Chile |

| 1969. augusztus 3. |

| Ecuador | 1–1 | Chile |
| ------- | --- | ----- |
|         |     |       |

| Guayaquil, Ecuador |

| 1969. augusztus 10. |

| Uruguay | 2–0 | Chile |
| ------- | --- | ----- |
|         |     |       |

| Montevideo, Uruguay |

Uruguay kvalifikálta magát a világbajnokságra.

## Észak, Közép-Amerika és a Karibi zóna
Három fordulóban bonyolították le a selejtezőket:
- Első forduló: A 12 csapatot két négy 3 tagú csoportba sorsolták. A felek oda-vissza megmérkőztek egymással és a csoportgyőztesek jutottak a második fordulóba.
- Második forduló: A négy továbbjutó párban oda-vissza megmérkőzött egymással és a két győztes bejutott a mindent eldöntő harmadik fordulóba.
- Harmadik forduló: a két továbbjutó oda-vissza megmérkőzött egymással és a győztes kijutott a világbajnokságra.

### 1. forduló

#### 1. csoport
|   | Csapat           | Pont | M | Gy | D | V | G+ | G- |
| - | ---------------- | ---- | - | -- | - | - | -- | -- |
| 1 | Egyesült Államok | 8    | 4 | 3  | 0 | 1 | 11 | 6  |
| 2 | Kanada           | 4    | 4 | 2  | 1 | 1 | 8  | 3  |
| 3 | Bermuda          | 0    | 4 | 0  | 1 | 3 | 2  | 12 |

| 1968. október 6. |

| Kanada | 4–0 | Bermuda |
| ------ | --- | ------- |
|        |     |         |

| Toronto, Kanada |

| 1968. október 13. |

| Kanada | 4–2 | Egyesült Államok |
| ------ | --- | ---------------- |
|        |     |                  |

| Toronto, Kanada |

| 1968. október 20. |

| Bermuda | 0–0 | Kanada |
| ------- | --- | ------ |
|         |     |        |

| Hamilton, Bermuda |

| 1968. október 26. |

| Egyesült Államok | 1–0 | Kanada |
| ---------------- | --- | ------ |
|                  |     |        |

| Atlanta, USA |

| 1968. november 3. |

| Egyesült Államok | 6–2 | Bermuda |
| ---------------- | --- | ------- |
|                  |     |         |

| Kansas City, USA |

| 1968. november 11. |

| Bermuda | 0–2 | Egyesült Államok |
| ------- | --- | ---------------- |
|         |     |                  |

| Hamilton, Bermuda |

Az USA jutott a második fordulóba.

#### 2. csoport
|   | Csapat             | Pont | M | Gy | D | V | G+ | G- |
| - | ------------------ | ---- | - | -- | - | - | -- | -- |
| 1 | Haiti              | 5    | 4 | 2  | 1 | 1 | 9  | 5  |
| 2 | Guatemala          | 4    | 4 | 1  | 2 | 1 | 5  | 3  |
| 3 | Trinidad és Tobago | 3    | 4 | 1  | 1 | 2 | 4  | 10 |

| 1968. november 17. |

| Guatemala | 4–0 | Trinidad és Tobago |
| --------- | --- | ------------------ |
|           |     |                    |

| Guatemalaváros, Guatemala |

| 1968. november 20. |

| Guatemala | 0–0 | Trinidad és Tobago |
| --------- | --- | ------------------ |
|           |     |                    |

| Guatemalaváros, Guatemala |

| 1968. november 23. |

| Haiti | 4–0 | Trinidad és Tobago |
| ----- | --- | ------------------ |
|       |     |                    |

| Port-au-Prince, Haiti |

| 1968. november 25. |

| Haiti | 2–4 | Trinidad és Tobago |
| ----- | --- | ------------------ |
|       |     |                    |

| Port-au-Prince, Haiti |

| 1968. december 8. |

| Haiti | 2–0 | Guatemala |
| ----- | --- | --------- |
|       |     |           |

| Port-au-Prince, Haiti |

| 1969. február 23. |

| Guatemala | 1–1 | Haiti |
| --------- | --- | ----- |
|           |     |       |

| Guatemalaváros, Guatemala |

Haiti jutott a második fordulóba.

#### 3. csoport
|   | Csapat     | Pont | M | Gy | D | V | G+ | G- |
| - | ---------- | ---- | - | -- | - | - | -- | -- |
| 1 | Honduras   | 7    | 4 | 3  | 1 | 0 | 7  | 2  |
| 2 | Costa Rica | 3    | 4 | 2  | 1 | 1 | 7  | 3  |
| 3 | Jamaica    | 0    | 4 | 0  | 0 | 4 | 2  | 11 |

| 1968. november 27. |

| Costa Rica | 3–0 | Jamaica |
| ---------- | --- | ------- |
|            |     |         |

| San José, Costa Rica |

| 1968. december 1. |

| Costa Rica | 3–1 | Jamaica |
| ---------- | --- | ------- |
|            |     |         |

| San José, Costa Rica |

| 1968. december 5. |

| Honduras | 3–1 | Jamaica |
| -------- | --- | ------- |
|          |     |         |

| Tegucigalpa, Honduras |

| 1968. december 8. |

| Honduras | 2–0 | Jamaica |
| -------- | --- | ------- |
|          |     |         |

| Tegucigalpa, Honduras |

| 1968. december 22. |

| Honduras | 1–0 | Costa Rica |
| -------- | --- | ---------- |
|          |     |            |

| Tegucigalpa, Honduras |

| 1968. december 29. |

| Costa Rica | 1–1 | Honduras |
| ---------- | --- | -------- |
|            |     |          |

| San José, Costa Rica |

Honduras jutott a második fordulóba.

#### 4. csoport
|   | Csapat           | Pont | M | Gy | D | V | G+ | G- |
| - | ---------------- | ---- | - | -- | - | - | -- | -- |
| 1 | Salvador         | 6    | 4 | 3  | 0 | 1 | 10 | 5  |
| 2 | Suriname         | 4    | 4 | 2  | 0 | 2 | 10 | 9  |
| 3 | Holland Antillák | 2    | 4 | 1  | 0 | 3 | 3  | 9  |

| 1968. november 24. |

| Suriname | 6–0 | Holland Antillák |
| -------- | --- | ---------------- |
|          |     |                  |

| Paramaribo, Suriname |

| 1968. december 1. |

| Salvador | 6–0 | Suriname |
| -------- | --- | -------- |
|          |     |          |

| San Salvador, Salvador |

| 1968. december 5. |

| Holland Antillák | 2–0 | Suriname |
| ---------------- | --- | -------- |
|                  |     |          |

| Oranjestad, Holland Antillák |

| 1968. december 12. |

| Salvador | 1–0 | Holland Antillák |
| -------- | --- | ---------------- |
|          |     |                  |

| San Salvador, Salvador |

| 1968. december 15. |

| Salvador | 2–1 | Holland Antillák |
| -------- | --- | ---------------- |
|          |     |                  |

| San Salvador, Salvador |

| 1968. december 22. |

| Suriname | 4–1 | Salvador |
| -------- | --- | -------- |
|          |     |          |

| Paramaribo, Suriname |

El-Salvador jutott a második fordulóba.

### Második forduló

#### 1. csoport
|   | Csapat           | Pont | M | Gy | D | V | G+ | G- |
| - | ---------------- | ---- | - | -- | - | - | -- | -- |
| 1 | Haiti            | 4    | 2 | 2  | 0 | 0 | 3  | 0  |
| 2 | Egyesült Államok | 0    | 2 | 0  | 0 | 2 | 0  | 3  |

| 1969. április 20. |

| Haiti | 2–0 | Egyesült Államok |
| ----- | --- | ---------------- |
|       |     |                  |

| Port-au-Prince, Haiti |

| 1969. május 11. |

| Egyesült Államok | 0–1 | Haiti |
| ---------------- | --- | ----- |
|                  |     |       |

| San Diego, USA |

Haiti jutott a harmadik fordulóba.

#### 2. csoport
|    | Csapat   | Pont | M | Gy | D | V | G+ | G- |
| -- | -------- | ---- | - | -- | - | - | -- | -- |
| 1= | Salvador | 2    | 2 | 1  | 0 | 1 | 3  | 1  |
| 1= | Honduras | 2    | 2 | 1  | 0 | 1 | 1  | 3  |

| 1969. június 8. |

| Honduras | 1–0 | Salvador |
| -------- | --- | -------- |
|          |     |          |

| Tegucigalpa, Honduras |

| 1969. június 15. |

| Salvador | 3–0 | Honduras |
| -------- | --- | -------- |
|          |     |          |

| San Salvador, Salvador |

A két válogatott azonos pontszámmal végzett, ezért egy mindent eldöntő harmadik mérkőzésre került sor semleges pályán.
| 1969. június 26. |

| Salvador | 3–2 (h. u.) | Honduras |
| -------- | ----------- | -------- |
|          |             |          |

| Mexikóváros, Mexikó |

El-Salvador jutott a harmadik fordulóba. Ezek a mérkőzések előjelei voltak a nem sokkal később kitört futballháborúnak.

### Harmadik forduló
|    | Csapat   | Pont | M | Gy | D | V | G+ | G- |
| -- | -------- | ---- | - | -- | - | - | -- | -- |
| 1= | Haiti    | 2    | 2 | 1  | 0 | 1 | 4  | 2  |
| 1= | Salvador | 2    | 2 | 1  | 0 | 1 | 2  | 4  |

| 1969. szeptember 21. |

| Haiti | 1–2 | Salvador |
| ----- | --- | -------- |
|       |     |          |

| Port-au-Prince, Haiti |

| 1969. szeptember 28. |

| Salvador | 0–3 | Haiti |
| -------- | --- | ----- |
|          |     |       |

| San Salvador, El-Salvador |

A két válogatott azonos pontszámmal végzett, ezért egy mindent eldöntő harmadik mérkőzésre került sor semleges pályán.
| 1969. október 8. |

| Salvador | 1–0 (h. u.) | Haiti |
| -------- | ----------- | ----- |
|          |             |       |

| Kingston, Jamaica |

El-Salvador kvalifikálta magát a világbajnokságra.

## Afrika
A FIFA elutasította Guinea és Zaire nevezését. A maradék 10 csapat kieséses rendszerben, párban oda-vissza három fordulóban mérkőzött egymással.
- Első forduló: A 10 csapat párban oda-vissza megmérkőztek egymással és a győztesek jutottak a második fordulóba. Ghána erőnyerőként automatikusan a második fordulóba jutott.
- Második forduló: A hat továbbjutó párban oda-vissza megmérkőzött egymással és a három győztes bejutott a mindent eldöntő harmadik fordulóba.
- Harmadik forduló: A három továbbjutó oda-vissza megmérkőzött egymással és a győztes kijutott a világbajnokságra.

### Első forduló
| 1968. október 27. |

| Zambia | 4–2 | Szudán |
| ------ | --- | ------ |
|        |     |        |

| Ndola, Zambia |

| 1968. november 8. |

| Szudán | 4–2 (h. u.) | Zambia |
| ------ | ----------- | ------ |
|        |             |        |

| Kartúm, Szudán |

A második mérkőzésen szerzett több góljának köszönhatően Szudán jutott a második fordulóba.
| 1968. november 3. |

| Marokkó | 1–0 | Szenegál |
| ------- | --- | -------- |
|         |     |          |

| Casablanca, Marokkó |

| 1969. január 5. |

| Szenegál | 2–1 | Marokkó |
| -------- | --- | ------- |
|          |     |         |

| Dakar, Szenegál |

Összesítésben 2 – 2-re végeztek a felek, ezért egy mindent eldöntő harmadik mérkőzésre került sor semleges pályán.
| 1968. február 13. |

| Marokkó | 2–0 | Szenegál |
| ------- | --- | -------- |
|         |     |          |

| Las Palmas, Spanyolország |

Marokkó jutott a második fordulóba.
| 1968. november 17. |

| Algéria | 1–2 | Tunézia |
| ------- | --- | ------- |
|         |     |         |

| Algír, Algéria |

| 1968. december 29. |

| Tunézia | 0–0 | Algéria |
| ------- | --- | ------- |
|         |     |         |

| Tunisz, Tunézia |

Tunézia jutott a második fordulóba.
| 1968. december 7. |

| Nigéria | 0–0 | Kamerun |
| ------- | --- | ------- |
|         |     |         |

| Lagos, Nigéria |

| 1968. december 22. |

| Kamerun | 2–3 | Nigéria |
| ------- | --- | ------- |
|         |     |         |

| Douala, Kamerun |

Nigéria jutott a második fordulóba.
| 1969. január 26. |

| Líbia | 2–0 | Etiópia |
| ----- | --- | ------- |
|       |     |         |

| Tripoli, Líbia |

| 1969. február 9. |

| Etiópia | 5–1 | Líbia |
| ------- | --- | ----- |
|         |     |       |

| Addisz-Abeba, Etiópia |

Nigéria jutott a második fordulóba.

### Második forduló
| 1968. április 27. |

| Tunézia | 0–0 | Marokkó |
| ------- | --- | ------- |
|         |     |         |

| Tunisz, Tunézia |

| 1969. május 18. |

| Marokkó | 0–0 (h. u.) | Tunézia |
| ------- | ----------- | ------- |
|         |             |         |

| Casablanca, Marokkó |

Összesítésben 0 – 0-ra végeztek a felek, ezért egy mindent eldöntő harmadik mérkőzésre került sor semleges pályán.
| 1969. június 13. |

| Marokkó | 2–2 (h. u.) | Tunézia |
| ------- | ----------- | ------- |
|         |             |         |

| Marseille, Franciaország |

A harmadik mérkőzésükön is döntetlenre végeztek a csapatok. a pénzfeldobásnak köszönhetően Marokkó jutott a harmadik fordulóba.
| 1969. május 4. |

| Etiópia | 1–1 | Szudán |
| ------- | --- | ------ |
|         |     |        |

| Addisz-Abeba, Etiópia |

| 1968. május 11. |

| Szudán | 3–1 (h. u.) | Etiópia |
| ------ | ----------- | ------- |
|        |             |         |

| Kartúm, Szudán |

Szudán jutott a harmadik fordulóba.
| 1969. május 10. |

| Nigéria | 2–1 | Ghána |
| ------- | --- | ----- |
|         |     |       |

| Ibadan, Nigéria |

| 1969. május 18. |

| Ghána | 1–1 | Nigéria |
| ----- | --- | ------- |
|       |     |         |

| Accra, Ghána |

Nigéria jutott a harmadik fordulóba.

### Harmadik forduló
|   | Csapat  | Pont | M | Gy | D | V | G+ | G- |
| - | ------- | ---- | - | -- | - | - | -- | -- |
| 1 | Marokkó | 5    | 4 | 2  | 1 | 1 | 5  | 3  |
| 2 | Nigéria | 4    | 4 | 1  | 2 | 1 | 8  | 7  |
| 3 | Szudán  | 3    | 4 | 0  | 3 | 1 | 5  | 8  |

| 1969. szeptember 13. |

| Nigéria | 2–2 | Szudán |
| ------- | --- | ------ |
|         |     |        |

| Ibadan, Nigéria |

| 1969. szeptember 21. |

| Marokkó | 2–1 | Nigéria |
| ------- | --- | ------- |
|         |     |         |

| Casablanca, Marokkó |

| 1969. október 3. |

| Szudán | 3–3 | Nigéria |
| ------ | --- | ------- |
|        |     |         |

| Kartúm, Szudán |

| 1969. október 10. |

| Szudán | 0–0 | Marokkó |
| ------ | --- | ------- |
|        |     |         |

| Kartúm, Szudán |

| 1969. október 26. |

| Marokkó | 3–0 | Szudán |
| ------- | --- | ------ |
|         |     |        |

| Casablanca, Marokkó |

| 1969. november 8. |

| Nigéria | 2–0 | Marokkó |
| ------- | --- | ------- |
|         |     |         |

| Ibadan, Nigéria |

Marokkó kvalifikálta magát a világbajnokságra.

## Ázsia és Óceánia
Észak-Korea visszalépett. A maradék 10 csapat kieséses rendszerben, párban oda-vissza három fordulóban mérkőzött egymással.
- Első forduló: Izrael, Új-Zéland és Rhodesia erőnyerőként jutott a második fordulóba. Ausztrália, Japán és Dél-Korea oda-vissza megmérkőztek egymással és a győztes bejutott a második fordulóba.
- Második forduló: A négy válogatott párban oda-vissza megmérkőzött egymással és a két győztes bejutott a mindent eldöntő harmadik fordulóba.
- Harmadik forduló: A két továbbjutó oda-vissza megmérkőzött egymással és a győztes kijutott a világbajnokságra.

|   | Csapat     | Pont | M | Gy | D | V | G+ | G- |
| - | ---------- | ---- | - | -- | - | - | -- | -- |
| 1 | Ausztrália | 6    | 4 | 2  | 2 | 0 | 7  | 4  |
| 2 | Dél-Korea  | 4    | 4 | 1  | 2 | 1 | 6  | 5  |
| 3 | Japán      | 3    | 4 | 0  | 2 | 2 | 4  | 8  |

| 1969. október 10. |

| Ausztrália | 3–1 | Japán |
| ---------- | --- | ----- |
|            |     |       |

| Szöul, Dél-Korea |

| 1969. október 12. |

| Dél-Korea | 2–2 | Japán |
| --------- | --- | ----- |
|           |     |       |

| Szöul, Dél-Korea |

| 1969. október 14. |

| Dél-Korea | 1–2 | Ausztrália |
| --------- | --- | ---------- |
|           |     |            |

| Szöul, Dél-Korea |

| 1969. október 16. |

| Ausztrália | 1–1 | Japán |
| ---------- | --- | ----- |
|            |     |       |

| Szöul, Dél-Korea |

| 1969. október 18. |

| Dél-Korea | 2–0 | Japán |
| --------- | --- | ----- |
|           |     |       |

| Szöul, Dél-Korea |

| 1969. október 20. |

| Dél-Korea | 1–1 | Ausztrália |
| --------- | --- | ---------- |
|           |     |            |

| Szöul, Dél-Korea |

Ausztrália jutott a második fordulóba.

### Második forduló

#### 1. csoport
|    | Csapat     | Pont | M | Gy | D | V | G+ | G- |
| -- | ---------- | ---- | - | -- | - | - | -- | -- |
| 1= | Ausztrália | 2    | 2 | 0  | 2 | 0 | 1  | 1  |
| 1= | Rodézia    | 2    | 2 | 0  | 2 | 0 | 1  | 1  |

| 1969. november 23. |

| Rodézia | 1–1 | Ausztrália |
| ------- | --- | ---------- |
|         |     |            |

| Lourenço Marques, Mozambik |

| 1969. november 27. |

| Rodézia | 0–0 | Ausztrália |
| ------- | --- | ---------- |
|         |     |            |

| Lourenço Marques, Mozambik |

A két válogatott azonos pontszámmal végzett, ezért egy mindent eldöntő harmadik mérkőzésre került sor.
| 1969. november 29. |

| Rodézia | 1–3 | Ausztrália |
| ------- | --- | ---------- |
|         |     |            |

| Lourenço Marques, Mozambik |

Ausztrália jutott a harmadik fordulóba.

#### 2. csoport
|   | Csapat      | Pont         | M | Gy | D | V | G+ | G- |
| - | ----------- | ------------ | - | -- | - | - | -- | -- |
| 1 | Izrael      | 4            | 2 | 2  | 0 | 0 | 6  | 0  |
| 2 | Új-Zéland   | 0            | 2 | 0  | 0 | 2 | 0  | 6  |
| – | Észak-Korea | visszalépett |   |    |   |   |    |    |

| 1969. szeptember 28. |

| Izrael | 4–0 | Új-Zéland |
| ------ | --- | --------- |
|        |     |           |

| Tel-Aviv, Izrael |

| 1969. október 1. |

| Izrael | 2–0 | Új-Zéland |
| ------ | --- | --------- |
|        |     |           |

| Tel-Aviv, Izrael |

Észak-Korea nem volt hajlandó pályára lépni Izrael ellen és visszalépett. Izrael jutott a harmadik fordulóba.

### Harmadik forduló
|   | Csapat     | Pont | M | Gy | D | V | G+ | G- |
| - | ---------- | ---- | - | -- | - | - | -- | -- |
| 1 | Izrael     | 3    | 2 | 1  | 1 | 0 | 2  | 1  |
| 2 | Ausztrália | 1    | 2 | 0  | 1 | 1 | 1  | 2  |

| 1969. december 4. |

| Izrael | 1–0 | Ausztrália |
| ------ | --- | ---------- |
|        |     |            |

| Tel-Aviv, Izrael |

| 1969. december 14. |

| Ausztrália | 1–1 | Izrael |
| ---------- | --- | ------ |
|            |     |        |

| Sydney, Ausztrália |

Izrael kvalifikálta magát a világbajnokságra.

## Továbbjutó országok
| Válogatott    | Világbajnoki szereplések | Egymás utáni világbajnoki szereplés | Utolsó világbajnoki szereplés |
| ------------- | ------------------------ | ----------------------------------- | ----------------------------- |
| Anglia (c)    | 6.                       | 6                                   | 1966                          |
| Belgium       | 5.                       | 1                                   | 1954                          |
| Brazília      | 9.                       | 9                                   | 1966                          |
| Bulgária      | 3.                       | 3                                   | 1966                          |
| Csehszlovákia | 6.                       | 1                                   | 1962                          |
| Salvador      | 1.                       | 1                                   | –                             |
| Izrael        | 1.                       | 1                                   | –                             |
| Mexikó (r)    | 7.                       | 6                                   | 1966                          |
| Marokkó       | 1.                       | 1                                   | –                             |
| NSZK          | 4.                       | 2                                   | 1954                          |
| Olaszország   | 7.                       | 3                                   | 1966                          |
| Peru          | 2.                       | 1                                   | 1930                          |
| Románia       | 4.                       | 1                                   | 1938                          |
| Svédország    | 5.                       | 1                                   | 1958                          |
| Szovjetunió   | 4.                       | 4                                   | 1966                          |
| Uruguay       | 6.                       | 3                                   | 1966                          |

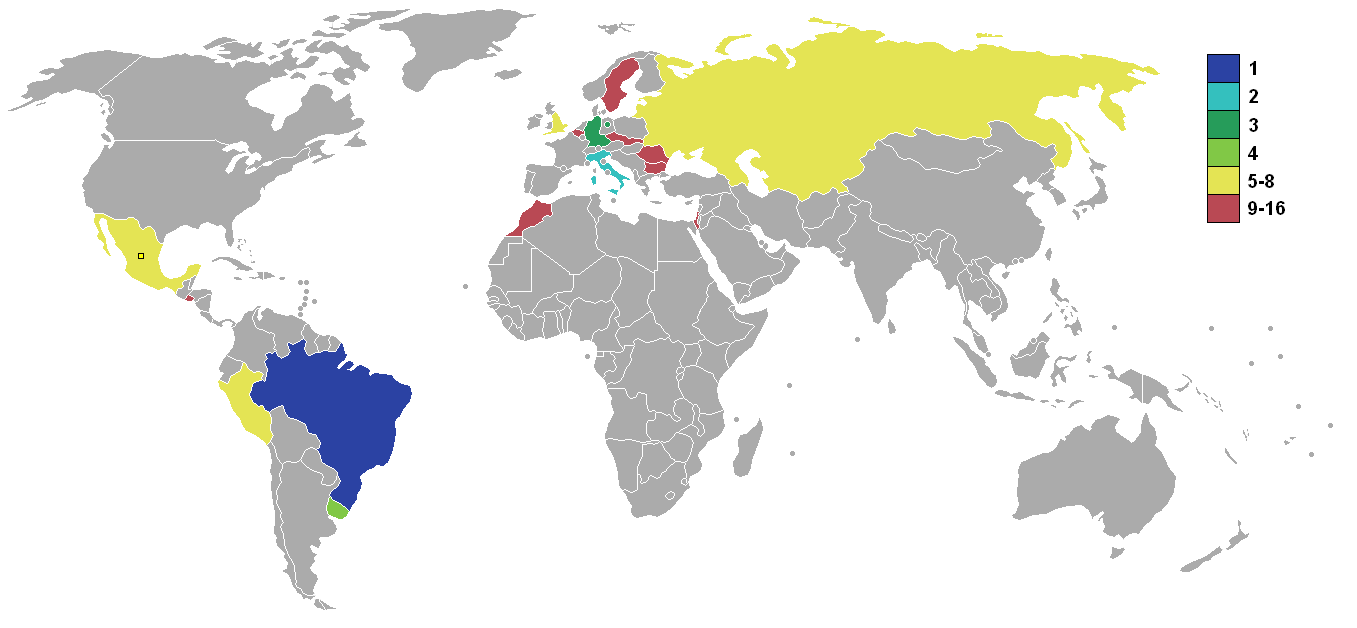
Részt vevő országok

(r) - rendezőként automatikus résztvevő
(c) - címvédőként automatikus résztvevő

## Érdekességek
- Az afrikai zónában alkalmazták a két mérkőzés utáni összesítéses szabályt
- Egyiptom után (1934) Marokkó volt az első afrikai csapat, melynek sikerült kijutnia világbajnokságra.
- Az El-Salvador és Honduras közötti ellenséges hangulat eredményeként a két ország között kitört az úgynevezett Futballháború
- Izrael az AFC csapataként ekkor érte el az egyetlen világbajnoki szereplését. Később az ázsiai zónából távozott, tagja volt az OFC-nek és manapság az UEFA tagállama.

## Külső hivatkozások
- Az 1970-es VB selejtezői a FIFA honlapján Archiválva 2008. szeptember 13-i dátummal a Wayback Machine-ben
- Az 1970-es VB selejtezői a RSSSF honlapján